# Coelophrys brevipes
Coelophrys brevipes är en fiskart som beskrevs av Smith och Lewis Radcliffe 1912. Coelophrys brevipes ingår i släktet Coelophrys och familjen Ogcocephalidae. Inga underarter finns listade i Catalogue of Life.